# Gigò
Gigò è un film del 1962 diretto da Gene Kelly.

## Trama
Gigot, vecchio portiere di Ménilmontant, muto sin dalla nascita, si affeziona a una bambina, con la quale si nasconde per paura che la madre gliela porti via. Quando tutto si chiarisce il vecchio riuscirà ad avere una famiglia.